# Бителево (Тверская область)
Бителево — деревня в Калязинском районе Тверской области. Входит в состав Нерльского сельского поселения.

## География
Находится в юго-восточной части Тверской области на расстоянии приблизительно 46 км на юг-юго-восток по прямой от районного центра города Калязин.

## История
Была отмечена на карте 1825 года. В 1859 году здесь (тогда деревня Калязинского уезда Тверской губернии) было учтено 10 дворов, в 1940 — 26.

## Население
Численность населения: 106 человек (1859 год), 76 (русские 88 %) в 2002 году, 47 в 2010.